# ミカヅキの航海
『ミカヅキの航海』（ミカヅキのこうかい）は、日本のシンガーソングライター・さユりの1枚目のオリジナルアルバム。2017年5月17日にアリオラジャパンより発売された。

## 概要
さユりにとって初となるオリジナルアルバム。
Blu-rayが付属する初回生産限定盤A、DVDが付属する初回生産限定盤B、CDのみの通常盤の3形態で発売された。Blu-rayには7曲のミュージック・ビデオのフルレングスバージョンが、DVDには東京キネマ倶楽部と新宿ReNYでのワンマンライブのダイジェスト映像が収録されている。
また7月から開催される全国ツアー「ミカヅキの航海2017 〜夜明けの全国ツアー〜」の先行抽選予約に申し込むことができるシリアルコードも封入された。
4月12日には収録曲「birthday song」の先行配信が開始され、8月23日には「十億年」のミュージック・ビデオのフルレングスバージョンが配信限定でリリースされた。

## 楽曲について
フラレガイガール
4thシングル表題曲。RADWIMPSの野田洋次郎が楽曲提供&プロデュースを行った。
るーららるーらーるららるーらー
配信限定の3rdシングル表題曲。
オッドアイ
雨のパレード、プロデュース楽曲。
アノニマス
4thシングル『フラレガイガール』カップリング曲。iOS・Android向けゲーム『消滅都市』コラボ曲。

## 収録曲

### CD (3形態共通)
- 特記が無い限り、作詞・作曲：さユり、編曲：江口亮

| #         | タイトル | 作詞・作曲 | 編曲             | 時間  |
| --------- | --- | ---------- | ---------------- | ----- |
| 1.        | 「ミカヅキ」(フジテレビ系アニメ・ノイタミナ枠『乱歩奇譚 Game of Laplace』エンディングテーマ)                   |            |                  | 4:21  |
| 2.        | 「平行線」(フジテレビ系アニメ・ノイタミナ枠『クズの本懐』、フジテレビ系ドラマ『クズの本懐』エンディングテーマ) |            | カワイヒデヒロ   | 4:58  |
| 3.        | 「十億年」(モード学園 CMソング)                                                                                |            |                  | 5:23  |
| 4.        | 「ケーキを焼く」                                                                                               |            | n-buna           | 3:37  |
| 5.        | 「フラレガイガール」                                                                                           | 野田洋次郎 | 野田洋次郎       | 6:07  |
| 6.        | 「蜂と見世物」(はちとサーカス)                                                                                 |            | 江口亮、沼能友樹 | 4:03  |
| 7.        | 「るーららるーらーるららるーらー」                                                                             |            |                  | 3:18  |
| 8.        | 「オッドアイ」                                                                                                 |            | 雨のパレード     | 4:54  |
| 9.        | 「それは小さな光のような」(フジテレビ系アニメ・ノイタミナ枠『僕だけがいない街』エンディングテーマ)             | 梶浦由記   |                  | 4:32  |
| 10.       | 「来世で会おう」                                                                                               |            |                  | 4:40  |
| 11.       | 「knot」 |            | バックガスマスク | 4:42  |
| 12.       | 「アノニマス」                                                                                                 |            |                  | 4:31  |
| 13.       | 「夏」 |            |                  | 3:29  |
| 14.       | 「birthday song」                                                                                              |            |                  | 5:17  |
| 合計時間: | 合計時間: | 合計時間:  | 合計時間:        | 63:52 |

### Blu-ray Disc (初回生産限定盤A)
全MV (フルレングスver.) 集
| #  | タイトル                   | 作詞 | 作曲・編曲 |
| -- | -------------------------- | ---- | ---------- |
| 1. | 「ミカヅキ」               |      |            |
| 2. | 「それは小さな光のような」 |      |            |
| 3. | 「来世で会おう」           |      |            |
| 4. | 「フラレガイガール」       |      |            |
| 5. | 「アノニマス」             |      |            |
| 6. | 「平行線」                 |      |            |
| 7. | 「birthday song」          |      |            |

### DVD (初回生産限定盤B)
- 東京キネマ倶楽部ワンマンライブ&新宿ReNYワンマンライブライブダイジェスト映像

## 演奏
ミカヅキ
- 江口亮：Arrangement, All Instruments

平行線
- カワイヒデヒロ：Arrangement, Bass, Keyboards
- ハルカ：Acoustic Guitar, Electric Guitar
- 井上司：Drums

十億年
- 江口亮：Arrangement, All Instruments
- さユり：Acoustic Guitar

ケーキを焼く
- n-buna：Arrangement, All Instruments

フラレガイガール
- 野田洋次郎 (RADWIMPS)：Programming, Chorus
- 紺野紗衣：Piano
- 坂本夏樹：Guitars
- 真船勝博：Bass
- 森瑞希：Drums

蜂と見世物
- 江口亮、沼能友樹：Arrangement, All Instruments

るーららるーらーるららるーらー
- 江口亮：Arrangement, All Instruments

オッドアイ
- 山崎康介 (雨のパレード)：Acoustic Guitar, Electric Guitar, Keyboards
- 是永亮祐 (雨のパレード)：Bass
- 大澤実音穂 (雨のパレード)：Drums

それは小さな光のような
- 江口亮：Arrangement, All Instruments

来世で会おう
- 江口亮：Arrangement, All Instruments

knot
- バックガスマスク：Arrangement
- さユり：Acoustic Guitar
- ハルカ：Electric Guitar
- 小島剛広：Bass
- 山田哲之：Drums
- 藤井洋：Keyboards

アノニマス
- 江口亮：Arrangement, All Instruments

夏
- 江口亮：Arrangement, Piano, Acoustic Guitar
- さユり：Acoustic Guitar

birthday song
- 江口亮：Arrangement, All Instruments
- さユり：Acoustic Guitar